# Ligidium herzegowinensis
Ligidium herzegowinensis is een pissebed uit de familie Ligiidae. De wetenschappelijke naam van de soort is voor het eerst geldig gepubliceerd in 1901 door Verhoeff.